# Bréhat-Inseln
Der Bréhat-Archipel (französisch archipel de Bréhat, breton. Enezeg Briad) ist eine französische Inselgruppe in der Nordbretagne am Ärmelkanal, im Département Côtes-d’Armor. Im Deutschen wird oft einfach über die Île de Bréhat gesprochen, was aber nur der Name der Hauptinsel ist.
Die Inselgruppe liegt am nordwestlichen Ende der Bucht von Saint-Brieuc, nahe den Inseln Les Héaux de Bréhat im Westen. Im Süden der Inselgruppe trennt der Chenal de Ferlas (Ferlas-Kanal; kurz: Ferlas) die Inseln vom Festland mit der Gemeinde Ploubazlanec, in deren Süden die nächstgrößeren Orte Paimpol und Lézardrieux liegen. Die Wasserstraße zur Mündung des Trieux führt durch den östlichen Teil der Inselgruppe.
Der Untergrund der Inselgruppe Bréhat ist felsig, an einigen Stellen liegen jedoch kleinere Strände. Durch den starken Tidenhub (Unterschied zwischen Hoch- und Niedrigwasser) sind viele Bereiche der Inselgruppe nur bei Hochwasser mit dem Boot zu erreichen.
Im 5. und 6. Jahrhundert kamen von der anderen Seite des Ärmelkanals Mönche, die auf mehreren der Inseln Klöster und Einsiedeleien gründeten. Vereinzelt ist allerdings der Wahrheitsgehalt dieser Darstellungen bezweifelt worden, weil zum Teil noch archäologische Untersuchungen fehlen.
Heute sind die größeren Inseln bewohnt, einige befinden sich in Privateigentum. Eine öffentliche Fährverbindung führt vom Festland (Pointe de l’Arcouest, d. h. Arcouest-Landspitze) zum Süden von Bréhat (Port Clos). Für Touristen werden mit Booten Fahrten durch die Inselwelt angeboten.
Die größten Inseln der Inselgruppe sind (alphabetisch)
- Île Ar-Morbic – im Nordosten; unbewohnt
- Île Béniguet – im Westen, heute Privateigentum
- Île de Bréhat – größte Insel
- Île Lavrec – im Osten; Ort der ersten Klostergründung der Gegend durch den Heiligen Budoc; heute unbewohnt
- Île Logodec – im Südosten, Privateigentum
- Île Maudez – im Westen; benannt nach dem bretonischen Heiligen Maudez, der hier lebte; Privateigentum
- Île Raguenez (auch Île de Raguenez Bras oder Île Raguenès) – im Süden
- Île Raguenez Meur – im Westen
- Île Verte – im Südwesten, private Nutzung durch die Segelschule les Glénans

## Einzelnachweis
1. ↑  Christian Lassure (1994). Un mythe encore à l’œuvre: Les "ermitages" celtiques du "temps des saints". éditorial de L’architecture vernaculaire, Bd. 18; Abdruck auf tal.univ-paris3.fr (frz.; 26. Mai 2007)